# Rêz Gerdî

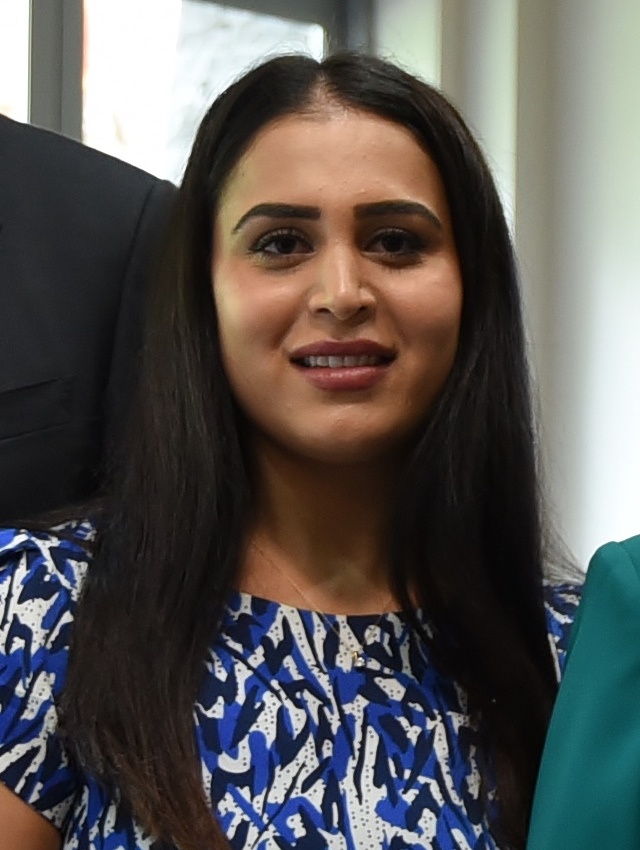
Rêz Gerdî (2018)

Rêz Gerdî (kurdisch ڕێژین گەردی englisch Rez Gardi; * 1991 in Quetta, Belutschistan, Pakistan) ist eine kurdisch-neuseeländische internationale Anwältin und Menschenrechtsaktivistin. Für ihre Verdienste um die Menschenrechte wurde sie 2017 als junge Neuseeländerin des Jahres ausgezeichnet.

## Leben
Rêz Gerdî wurde in einem Flüchtlingslager der Vereinten Nationen in Quetta, Pakistan, geboren, als ihre Eltern vor der Verfolgung aus ihrer Heimat Kurdistan flohen.
Gerdîs Mutter floh aus der kurdischen Region des Irak, als ihr Dorf Sedakan während des kurdischen Völkermords durch Chemiewaffen angegriffen wurde. Gerdîs Großmutter und zwei Tanten wurden bei einem Angriff durch Saddam Husseins Baath-Regime getötet und ihr Großvater bekam eine Behinderung. Gerdîs Vater stammt aus der Region Hakkari in der kurdischen Region der Türkei und ihre Familie flüchtete vor der Unterdrückung durch die türkische Regierung ins irakische Kurdistan. Sie flohen dann als politische Flüchtlinge aus dem Irak in den Iran. Gerdîs Eltern lernten sich als Jugendliche im Rahmen einer kurdischen Menschenrechtsbewegung im Iran kennen. Gerdîs Eltern mussten aus dem Iran fliehen, als es für Menschenrechtsaktivisten zu gefährlich wurde. Auf der Flucht über die iranisch-pakistanische Grenze im Jahr 1989 wurden Gerdî und ihre Familie von einem Grenzschutzbeamten gerettet, der sich entschied, nicht den Lastwagen zu melden, in dem sie geschmuggelt wurden.
Gerdîs Familie wurde in Pakistan als politische Flüchtlinge aufgenommen und blieb dort bis 1998, als sie im Rahmen des UNHCR-Neuansiedlungsprogramms nach Neuseeland umgesiedelt wurden.
Gerdî sagte, sie sei gezwungen gewesen, in der Schule über ihre kurdische Herkunft zu lügen, um islamfeindliches Mobbing nach den Terroranschlägen am 11. September 2001 in den USA zu vermeiden.
Gerdî hat zwei Geschwister: eine Schwester und einen Bruder.

## Bildung
Gerdî schloss ihr Studium 2016 mit einem Bachelor of Laws (Honours) und einem Bachelor of Arts (Doppelfach) an der University of Auckland ab, wo sie als 40 unter 40. Alumni anerkannt wurde. Sie schloss 2019 einen Master of Law an der Harvard Law School ab und war die erste Kurdin in der Geschichte, die ihren Abschluss in der Harvard Law machte. An der Harvard Law School erhielt sie den Dean's Award for Community Leadership und war Klassensprecherin am Beginn der Harvard Law School. Gerdî wurde für ihre Arbeit im Irak ein Harvard Satter Human Rights Fellowship verliehen.

## Juristische Karriere und Anwaltschaft
Gerdî ist in den USA und Neuseeland als Rechtsanwältin zugelassen. Gerdî ist eine internationale Anwältin, die in der kurdischen Region des Irak arbeitet.
Gerdî arbeitete als Legal Officer bei der neuseeländischen Menschenrechtskommission. Zuvor war sie als Rechtsanwältin bei der neuseeländischen Anwaltskanzlei Chapman Tripp im Litigation-Team tätig. Zuvor war sie im Büro der Vereinten Nationen in Nairobi tätig.
Gerdî ist Mitbegründerin des Center for Asia Pacific Refugee Studies an der University of Auckland. Gerdî hat Neuseeland auf verschiedenen internationalen Konferenzen vertreten. Sie vertrat Neuseeland bei den Global Refugee Youth Consultations und half bei der Bildung des Global Youth Advisory Council des UNHCR, sie sprach auch bei den UNHCR-NGO-Konsultationen und beim High Commissioner's Dialogue on Protection Challenges, alle in Genf, dem Asia Pacific Refugee Rights Conference in Bangkok, der Women Deliver Conference in Kopenhagen und dem OECD-Forum in Paris. Gerdî unterstützt junge Flüchtlinge beim Zugang zu höheren Bildung. Sie ist die Gründerin von „Empower“, einer von Jugendlichen geleiteten Organisation, die sich zum Ziel gesetzt hat, die Unterrepräsentation von Flüchtlingen in der Hochschulbildung zu bekämpfen. Empower ermöglicht Flüchtlingsjugendlichen durch Bildung Führung und Kapazitätsaufbau. Sie arbeitet auch an Projekten in Lagern im ganzen Irak und bietet Workshops an, um die Teilhabe, Führung und Ausbildungsmöglichkeiten für junge Flüchtlinge zu fördern.
Gerdî unterstützt junge Flüchtlinge beim Zugang zur Hochschulbildung. Sie ist die Gründerin von „Empower“, einer von Jugendlichen geleiteten Organisation, die sich zum Ziel gesetzt hat, die Unterrepräsentation von Flüchtlingen in der Hochschulbildung zu bekämpfen. Empower ermöglicht Flüchtlingsjugendlichen durch Bildung Führung und Kapazitätsaufbau. Sie arbeitet auch an Projekten in Lagern im ganzen Irak und bietet Workshops an, um die Teilhabe, Führung und Ausbildungsmöglichkeiten für junge Flüchtlinge zu fördern.
Gerdî setzt sich für die Gleichstellung der Geschlechter ein, insbesondere für die vielen verschiedenen Formen der Diskriminierung von Frauen, denen ethnische Minderheiten und Frauen in Neuseeland ausgesetzt sind. Sie ist eine junge Führungskraft für SuperDIVERSE Women und sensibilisiert für die Probleme von Frauen aus Minderheitengruppen.
Gerdî setzt sich dafür ein, dass Neuseeland seine Flüchtlingsquote erhöht.

## Auszeichnungen
Gerdî wurde für ihre Verdienste um die Menschenrechte als junge Neuseeländerin des Jahres 2017 ausgezeichnet. 2017 war sie Finalistin der Women of Influence in der Kategorie Global. Im Jahr 2018 wurde sie als Finalistin der Next Magazine Woman of the Year Awards ausgewählt. 2019 wurde ihr der Outstanding Youth Delegate Award der UN-Jugendversammlung verliehen.
Gerdî wurde für ihre Arbeit im Irak eine Harvard Satter Human Rights Fellowship verliehen.